# Lloyd Waner
Lloyd James Waner (Harrah, Oklahoma, 16 de marzo de 1906-Oklahoma City, Oklahoma, 22 de julio de 1982), más conocido como Lloyd Waner, fue un jugador profesional estadounidense de béisbol que se desempeñó en la posición de jardinero central en las Grandes Ligas de Béisbol (MLB). Es miembro del Salón de la Fama del Béisbol.

## Carrera
Waner jugó como profesional quince temporadas en Pittsburgh Pirates (1927-1941), después pasó por varios equipos, Atlanta Braves (1941), Cincinnati Reds (1941), Philadelphia Phillies (1942), Brooklyn Dodgers (1944), y finalmente, regresó a Pittsburgh Pirates, donde jugó dos temporadas (1944-1945), y fue el equipo en el que se retiró.

## Reconocimiento
En 1967, ingresó como miembro al Salón de la Fama del Béisbol.